# Rhadinopsylla li
Rhadinopsylla li är en loppart som beskrevs av Anatol I. Argyropulo 1941. Rhadinopsylla li ingår i släktet Rhadinopsylla och familjen mullvadsloppor.

## Underarter
Arten delas in i följande underarter:
- R. l. li
- R. l. murium
- R. l. transbaikalica
- R. l. ventricosa